# القيس
قرية القيس هي إحدى القرى التابعة لمركز بني مزار بمحافظة المنيا في جمهورية مصر العربية. حسب إحصاءات سنة 2006، بلغ إجمالي السكان في القيس 20603 نسمة، منهم 10538 رجلا و10065 امرأة.